# Municipio de Huejotitán
El municipio de Huejotitán es uno de los 67 municipios en que se encuentra dividido para su régimen interior el estado mexicano de Chihuahua. Su cabecera es el pueblo del mismo nombre.

## Geografía
El municipio de Huejotitán se encuentra localizado en el sur del territorio de Chihuahua, teniendo una extensión territorial de 854 338 kilómetros cuadrados que representan el 0.3 % de la superficie total del estado. Sus coordenadas geográficas extremas son 26°51′ - 27°18′ de latitud norte y 105°54′ - 106°16′ de latitud oeste. Su altitud va de una máxima de 2600 a una mínima de 1400 metros sobre el nivel del mar.
Sus límites corresponden al este al municipio de Hidalgo del Parral, al sur al municipio de San Francisco del Oro, al oeste al municipio de El Tule, al noroeste al municipio de Rosario y al norte al municipio de Valle de Zaragoza.

## Demografía
De acuerdo con los resultados del Censo de Población y Vivienda realizado en 2020 por el Instituto Nacional de Estadística y Geografía, la población total del municipio de Huejotitán asciende a 824 personas, de las cuales 49.9% son hombres y 50.1% son mujeres.
Su densidad de población es de 1.0 habitantes por kilómetro cuadrado.

### Localidades
En el censo de 2020 el municipio de Huejotitán contaba con 33 localidades.
| Código INEGI      | Localidad         | Población (2020) |
| ----------------- | ----------------- | ---------------- |
| 080330001         | Huejotitán        | 273              |
| Otras localidades | Otras localidades | 551              |
| Total municipal   | Total municipal   | 824              |

## Política
El gobierno del municipio de Huejotitán le corresponde, como en la mayoría de los municipios de México, a su ayuntamiento. El cual está integrado por el presidente municipal, un síndico y el cabildo conformado por seis regidores, cuatro electos por mayoría relativa y dos por el principio de representación proporcional. Todos son electos mediante voto universal, directo y secreto para un periodo de tres años con posibilidad de ser reelectos por un único periodo inmediato. El presidente municipal y los regidores son electos en una planilla única, mientras que el síndico lo es a través de una elección uninominal.

### Subdivisión administrativa
Para su régimen interior, el municipio se encuentra dividido en una sección municipal: Pichague.

### Representación legislativa
Para la elección de diputados locales al Congreso de Chihuahua y de diputados federales a la Cámara de Diputados federal, el municipio de Huejotitán se encuentra integrado en los siguientes distritos electorales:
Local:
- Distrito electoral local 21 de Chihuahua con cabecera en Hidalgo del Parral.[8]

Federal:
- Distrito electoral federal 9 de Chihuahua con cabecera en Hidalgo del Parral.[9]